# Vladislav Ardzinba
Vladislav Grigor'evič Ardzinba (in russo Владислав Григорьевич Ардзинба?, in abcaso: Владислав Григори-иҧа Арӡынба; Lower Eshera, 14 maggio 1945 – Mosca, 4 marzo 2010) è stato un politico abcaso.

## Biografia
È stato presidente dal 1994 al 2005 della non riconosciuta, ma de facto indipendente, Abcasia, separatasi dalla Georgia che ne rivendica la sovranità.
È morto nel 2010 all'età di 64 anni.